# Domingo Maza Zavala
Domingo Felipe Maza Zavala (4 de novembro de 1922 - 7 de novembro de 2010) foi um economista venezuelano.  Ele foi diretor do Banco Central da Venezuela entre 1997 e 2004.